# Soteapan
Soteapan är en ort i Mexiko.   Den ligger i kommunen Soteapan och delstaten Veracruz, i den sydöstra delen av landet, 500 km öster om huvudstaden Mexico City. Soteapan ligger 450 meter över havet och antalet invånare är 4 140.
Terrängen runt Soteapan är lite bergig. Runt Soteapan är det ganska tätbefolkat, med 56 invånare per kvadratkilometer. Närmaste större samhälle är Pajapan, 19,4 km öster om Soteapan. Trakten runt Soteapan består till största delen av jordbruksmark.